# Marie de Gournay

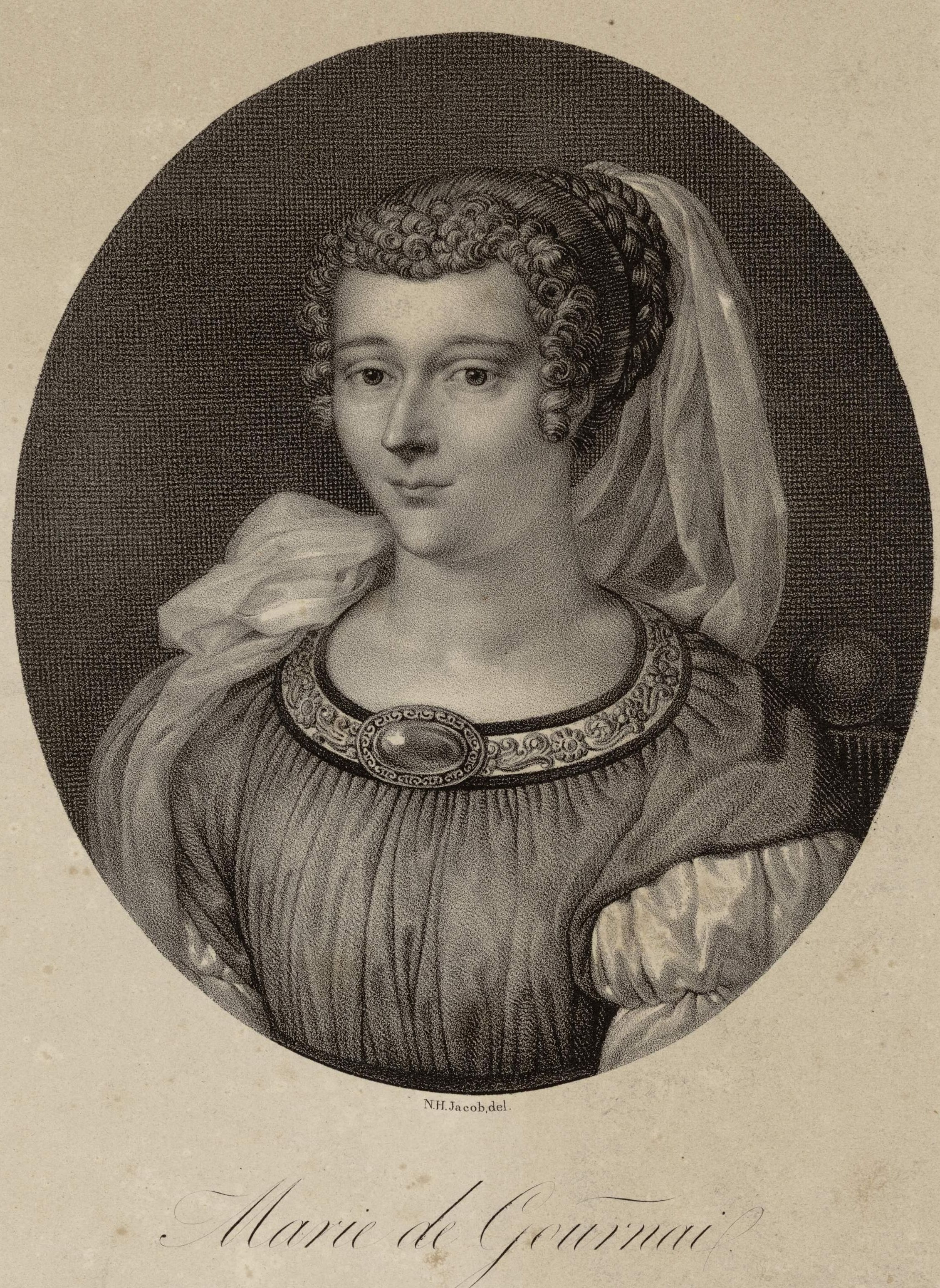
Marie de Gournay, Lithografie aus dem 19. Jahrhundert nach einer Zeichnung von Nicolas Henri Jacob

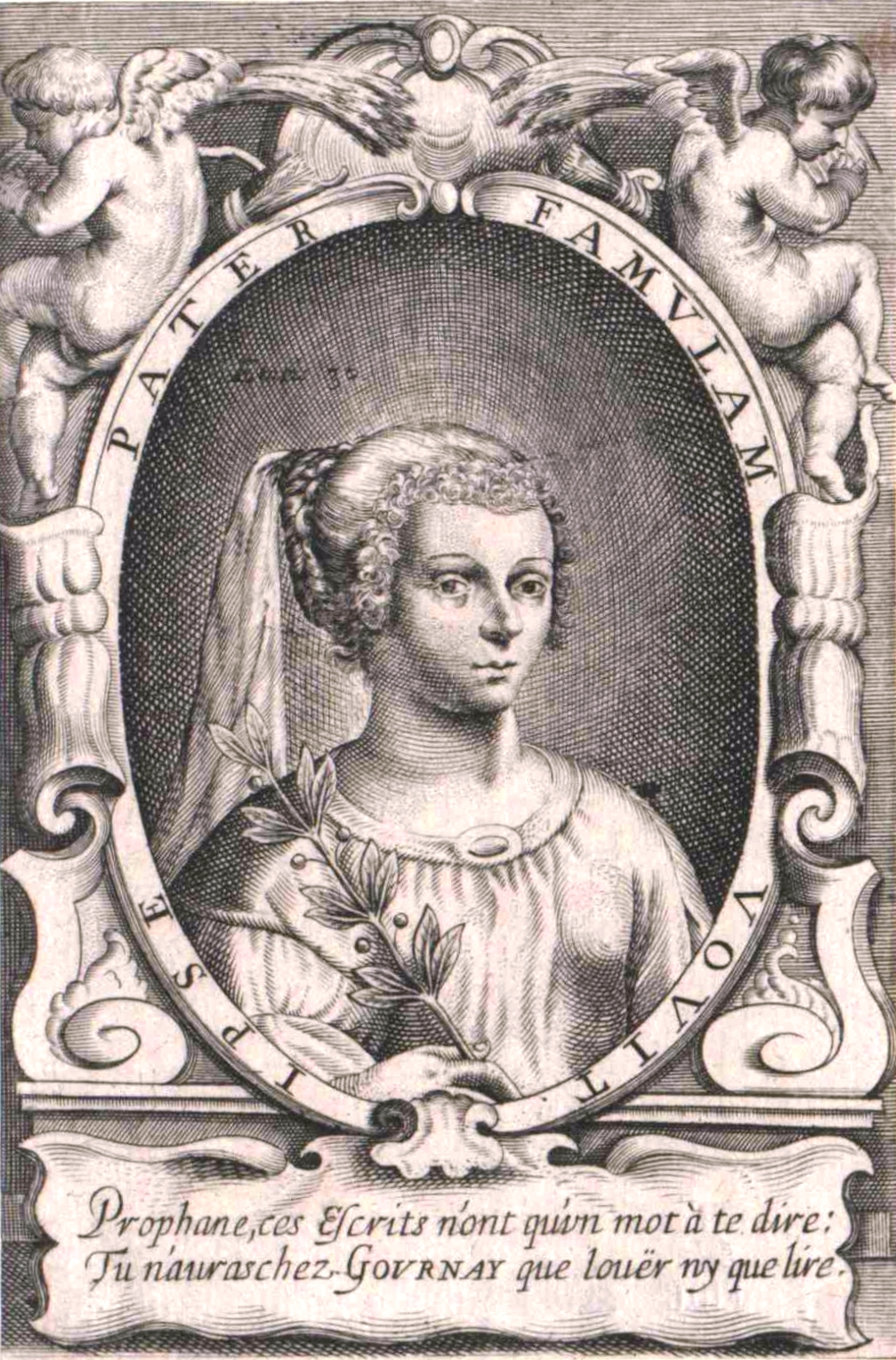
Marie de Gournay

Marie Le Jars de Gournay (* 6. Oktober 1565 in Paris; † 13. Juli 1645 ebenda) war eine französische Schriftstellerin, Philosophin und Frauenrechtlerin.

## Leben
Marie Le Jars de Gournay war das älteste Kind von sechs Kindern einer armen Familie des französischen Landadels. Im Jahr 1568 kaufte ihr Vater ein Landgut in Gournay-sur-Aronde in der Picardie, dessen Namen sie später ihrem Geburtsnamen hinzufügte. Ihre Eltern versagten ihr eine Ausbildung, so dass sich die junge Marie ihr Wissen selbst beschaffte. Heimlich las sie Bücher aus der Bibliothek ihres Vaters und brachte sich Latein selbst bei, indem sie lateinische Texte mit der französischen Übersetzung verglich. Obwohl Autodidaktin, wurde Marie de Gournay eine der gebildetsten Frauen ihrer Zeit. 
Als Jugendliche las sie 1584 Michel de Montaigne Essais. Begeistert von Montaignes Philosophie schrieb sie ihm 1588, daraufhin besuchte sie Montaigne für mehrere Monate. Zwischen den beiden entwickelte sich eine tiefe Freundschaft. Bei seinem Tod 1592 bestimmte er die junge Philosophin – die er seine fille d’alliance („Wahltochter“) nannte – zur Verwalterin seines literarischen Nachlasses. 1595 veröffentlichte sie eine kommentierte und erweiterte Neuausgabe der Essais. Überdies verband sie eine Freundschaft mit Justus Lipsius und François de La Mothe le Vayer.
Im Jahr 1591 zog Marie de Gournay nach Paris, wo sie am Hof Heinrichs IV. verkehrte und von diesem eine kleine Pension erhielt. Obwohl die schöne Frau viele Verehrer hatte, weigerte sie sich zeitlebens zu heiraten.
In fortgeschrittenem Alter wurde sie oft zur Zielscheibe des Spotts literarischer Kreise, wie Tallemant des Réaux in der ihr gewidmeten Historiette berichtet.
Im Jahr 1622 postulierte sie in einem Traktat die Gleichheit von Frauen und Männern, forderte einen gleichberechtigten Zugang von Frauen zu Bildung und den Schaltzentren der Macht. 1626 veröffentlichte sie unter dem Titel L’Ombre ihre gesammelten Schriften.

## Werk
Marie de Gournay übersetzte große antike Klassiker wie Tacitus, Ovid, Cicero und Vergil ins Französische. Sie verfasste einige literatur- und sprachtheoretische Schriften, Gedichte und einen Roman, Le Proumenoir de Monsieur de Montaigne.
De Gournays Hauptwerk besteht aus philosophischen Abhandlungen zur Moral, zur Theologie und zur Situation der Frauen. Auf dem Höhepunkt der Hexenverbrennungen in Europa kritisierte sie scharf und pointiert, dass Frauen keinen Zugang zu Bildung und Besitz hätten: Frauen sind das Geschlecht, dem man alle Güter versagt [...] um ihm als einziges Glück und ausschließliche Tugend die Unwissenheit, den Anschein der Dummheit und das Dienen zu bestimmen. Sie gilt als „Mutter des modernen Feminismus“.

## Publikationen
- 1594: Le Proumenoir de Monsieur de Montaigne (Roman)
- 1619: Versions de quelques pièces de Virgile, Tacite, Salluste, avec L'Institution de Monseigneur, frère unique du Roy (comprend également un « traicté sur la Poësie »); Versionen einiger Stücke von Vergil, Tacitus, Sallust, mit L'Institution de Monseigneur, frère unique du Roy (enthält auch ein „Traktat über die Poesie“).
- 1620: Eschantillons de Virgile (Proben von Virgil)
- 1620: deux poèmes dans Les Muses en deuil (zwei Gedichte in Die trauernden Musen)
- 1621: Traductions. Partie du Quatriesme de l’Eneide, avec une oraison de Tacite, et une de Salluste (Übersetzungen. Teil des vierten Teils der Aeneis, mit einer Oration von Tacitus und einer von Sallust.)
- 1622: Égalité des Hommes et des Femmes (Gleichheit von Männern und Frauen)
- 1624: Remerciement au Roy (Danksagung an den König)
- 1626: L’Ombre de la demoiselle de Gournay (Gesammelte Werke)
- 1634: Les advis ou les presens de la demoiselle de Gournay (Gesammelte Werke)